# オートレースの競走一覧
オートレースの競走一覧は日本におけるオートレースの競走の一覧である。

## 概要
1995年度よりグレード制が採用されており、以下に示す順で4段階にランク分けされる。なおGI・GIIの本来の数字表記はローマ数字である。
- SG（スーパーグレード）
- 特別GI（G1、2004年度新設。2010年度までGI格、2011年度から賞金増額に伴い格上げ[1]）
- GI（G1）
- GII（G2）
- 普通開催

上記の中でも年5回行われるSG（スーパーグレード）はその頂点にある。続いて、特別GI・GI・GIIと呼ばれるグレードレースが順番に存在する（かつてはGIIより格下のGIIIと呼ばれたグレードレースも存在したが、現在廃止されている）。さらに、グレードレース以外にも、普通開催と呼ばれる一般競走が行われる。

## SG
SG（スーパーグレード）は年に以下の5開催がある。この5開催はいずれも全国トップクラスの精鋭で構成され、ハイレベルなレースが楽しめるのが特徴である。優勝賞金は1420〜3000万円程。
- 全日本選抜オートレース
- オールスターオートレース
- オートレースグランプリ
- 日本選手権オートレース
- スーパースター王座決定戦

### 廃止になったSG開催
- 東西チャンピオンカップ

## 特別GI（G1）
全国ランキング上位96名を選抜して開催されるプレミアムカップが該当する。
特別GIとはボートレースでのプレミアムGIに相当するレースである。ボートレースのプレミアムGIと同じく、他のGIとは別の格付けとなるため賞金も610万円となっている。
また、優勝戦3着までの選手にはスーパースター王座決定戦のトライアル戦に出場する為のポイントが付与されるため、準SGとも称される。
原則年2回、各場の持ち回りで開催される。
- 共同通信社杯プレミアムカップ

## GI（G1）
GIは各場で年に2開催、もしくは3開催している。GI開催は他場のトップクラス選手も多く迎え入れるが、SG開催よりもやや開催地優先の選手配分がなされているのが特徴である。優勝賞金は310万円程度。
| 開催場               | 競走 |
| -------------------- | --- |
| 川口オートレース場   | - キューポラ杯争奪戦 - 開設記念グランプリレース                                                               |
| 伊勢崎オートレース場 | - 開場記念シルクカップ争奪戦 - ムーンライトチャンピオンカップ争奪戦                                           |
| 浜松オートレース場   | - 開場記念ゴールデンレース - スピード王決定戦                                                                 |
| 飯塚オートレース場   | - 開設記念レース - ダイヤモンドレース                                                                         |
| 山陽オートレース場   | - 開場記念令和グランドチャンピオンカップ（旧：山陽グランプリ、旧：平成チャンピオンカップ） - スピード王決定戦 |

### 廃止になったGI開催
- 全国地区対抗戦
- グランドチャンピオン決定戦
- 春のスピード王決定戦
- オート発祥記念船橋オート祭
- 黒潮杯争奪戦

## GII（G2）
GII競走は特色のある企画レースが多いのが特徴。優勝賞金は170万円程。
| 開催場               | 競走                                                           |
| -------------------- | -------------------------------------------------------------- |
| 川口オートレース場   | - 川口記念                                                     |
| 伊勢崎オートレース場 | - レジェンドカップ - 稲妻賞争奪戦                              |
| 浜松オートレース場   | - ウィナーズカップ - 浜松記念 曳馬野賞                         |
| 飯塚オートレース場   | - オーバルチャンピオンカップ - ミッドナイトチャンピオンカップ  |
| 山陽オートレース場   | - 若獅子杯争奪戦 - 小林啓二杯 - ミッドナイトチャンピオンカップ |
| 持ち回り開催         | - オートレースメモリアル                                       |

### 廃止となったGII競走
- 期別対抗チャレンジカップ
- ウインターカップ（旧：報知新聞社杯争奪戦）
- 関東地区選手権
- まがたま杯争奪戦
- サマーチャンピオン決定戦（旧：市制○○周年記念レース）
- トーマスメモリアルカップ
- 春のスピード王決定戦
- 秋のスピード王決定戦
- ウエストチャンピオンシップ
- 選抜地区対抗戦（旧：スポニチ杯争奪戦）
- 山陽王座決定戦
- オールジャパンA級ファイター選手権
- トライアングルフェスタ
- グランドウイナーズフェスタ
- オーバルマスターズチャンピオンシップ
- はやて賞争奪戦
- ジュニア選手権
- サマーチャンピオンズカップ（旧：ヤングダービー）
- オート名匠戦
- GIIグランプリ
- スターライトチャンピオンカップ
- さざんかカップ（旧：さざんか杯争奪戦）
- チャレンジカップ
- ライジングカップ

## GIII（G3）
現在、GIIIは廃止。
- 九州選手権
- 関東ジュニア選手権

## 普通開催
上記グレードレース（SG、GI、GII、GIII）に属さない一般競走である。本項では、その中でも著名なレースのみ記述する。
- スーパースターシリーズ戦 平尾昌晃杯[注 5]
- スーパースターガールズ王座決定戦[注 6]
- ミッドナイトオートレース
- オートレースNo.1決定戦[注 7]
- 伊勢崎アフター5ナイター[注 8]
- 川口ナイトレース[注 9]
- 浜松アーリーレース[注 10]